# Utö hus
Utö hus är en medeltida borgbyggnad på Arnö i Enköpings kommun, Uppland, beläget i centrala delarna av Mälaren. Byggnaden räknas som ett av Sveriges bäst bevarade medeltida stenhus. Utö hus är sedan 1966 ett statligt byggnadsminne. År 2015 övertog Statens fastighetsverk fastighetsförvaltningen från Riksantikvarieämbetet.

## Allmänt
Utö hus är en senmedeltida så kallad enkelhusborg, alltså en borg där den murade byggnaden i sig utgör hela borganläggningen. Byggnaden liknar det betydligt mer kända Glimmingehus i Skåne. Det finns även vissa likheter med Roggeborgen i Strängnäs. Dessa byggnader har dock under tiden de var i bruk inte fristående, utan omgivna av en mängd andra byggnader som ingått i borganläggningen, men varit uppförda av trä.

## Historik

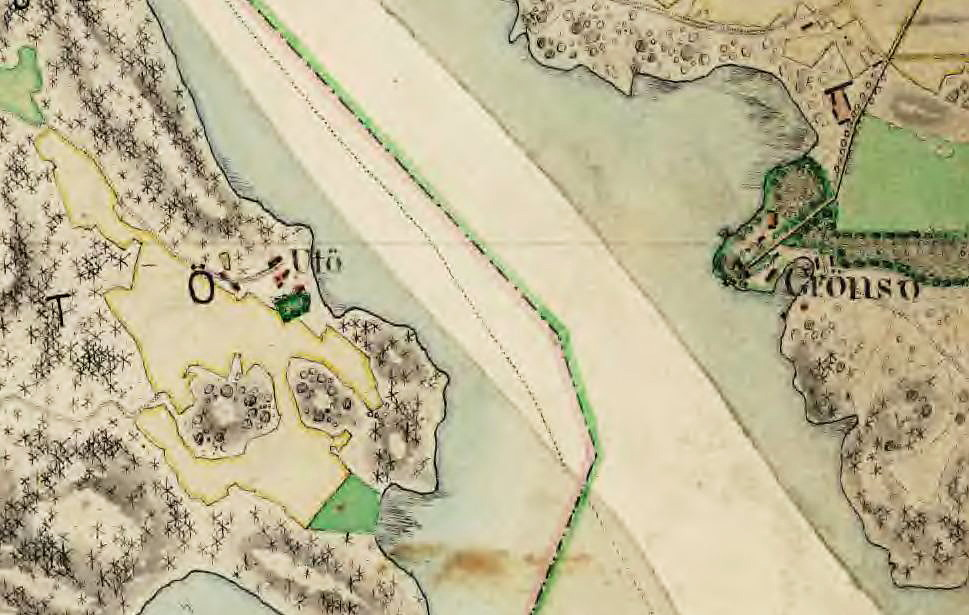
Utö och Grönsö omkring 1900.

Utö hus uppfördes sannolikt under 1400-talet eller i början av 1500-talet med Nils Gjurdsson Schack som byggherre. Men det är troligt att grundstenarna lades redan under 1200-talet. Utö hus och Grönsö slott ligger mitt emot på var sida om Grönsösundet, som var en av Mälarens tätt trafikerade farleder. I början av 1600-talet förenades Utö hus med Grönsöegendomen när riksrådet Johan Skytte, gifte sig med Maria Näf, dotter till ståthållaren Jacob Näf (död 1598) ägaren av Grönsö.  
Utö hus förlorade då sin karaktär av sätesgård. Efter en reparation på 1740-talet var huset tidvis bebott men slutade därefter användas som bostadshus. Utö ärvdes sedermera av greve Carl Posse och ingick i köpet när han sålde Grönsö till David von Schulzenheim.
Under 1820-talet övergick Utöhus i ätten von Ehrenheim. På 1840-talet gjordes byggnaden om till sädesmagasin. Huset är välbevarat med rektangulär plan och två våningar och sina typiska trappstegsgavlar. Källaren och delar av bottenvåningen är uppförda i gråsten, den övre våningen av murtegel. Yttertaket är täckt av takspån. Av försvarsskäl var den ursprungliga ingången högt belägen.
Bottenvåningen inrymmer sju rum och en genomgående förstuga; övervåningen däremot är oinredd. Rumsuppdelningen härrör troligen från 1600-talets förra del. Söder om stenhuset ligger en kvadratisk timmerbyggnad i två våningar under pyramidtak, troligen en förrådsbyggnad (visthusbod) från 1600-talet. Utö hus donerades år 1937 till Vitterhetsakademien av fru Alice von Ehrenheim och hennes fyra barn som då ägde både Utö hus och Grönsö slott.

## Exteriörbilder

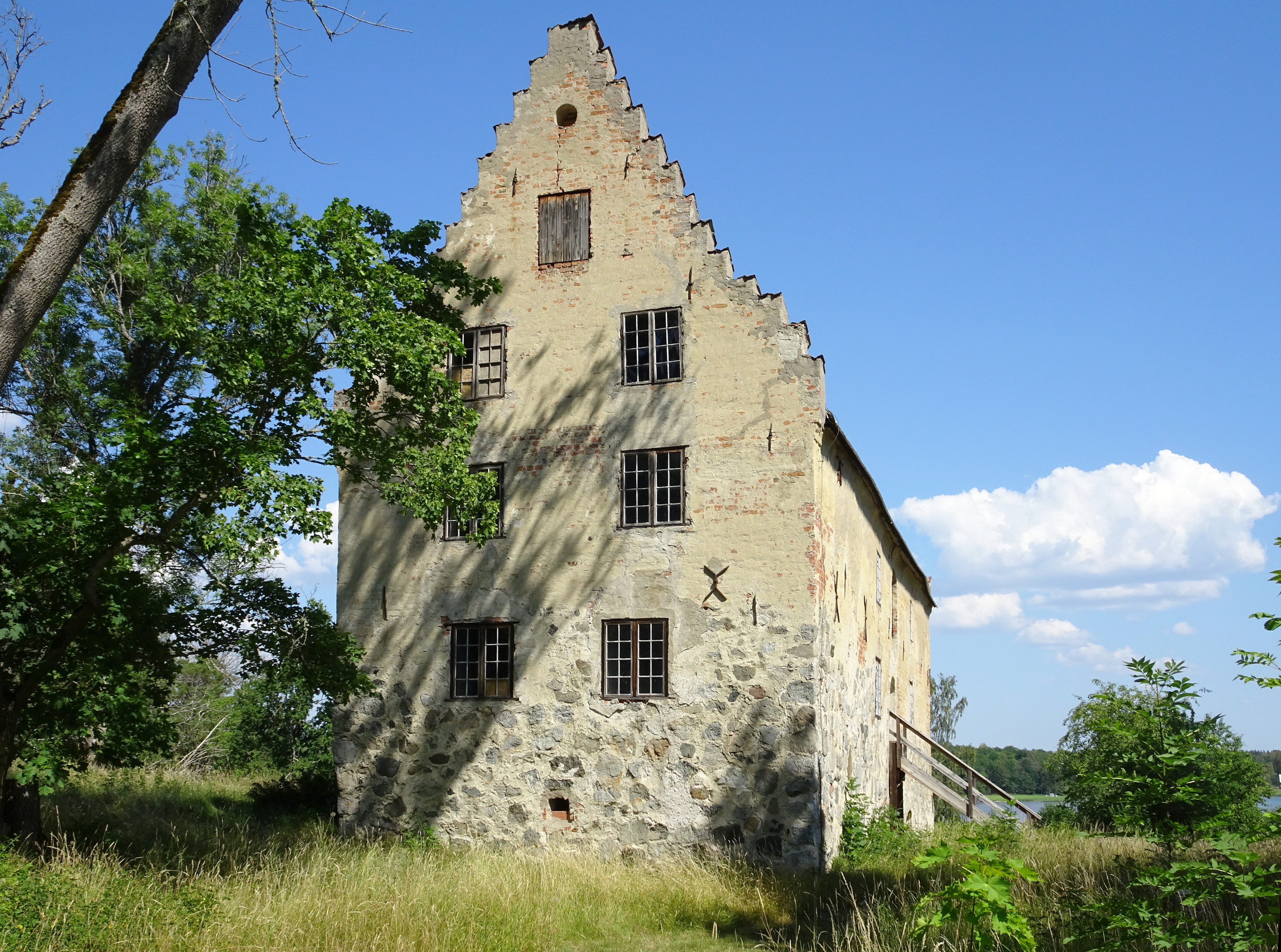
Gavel mot väst
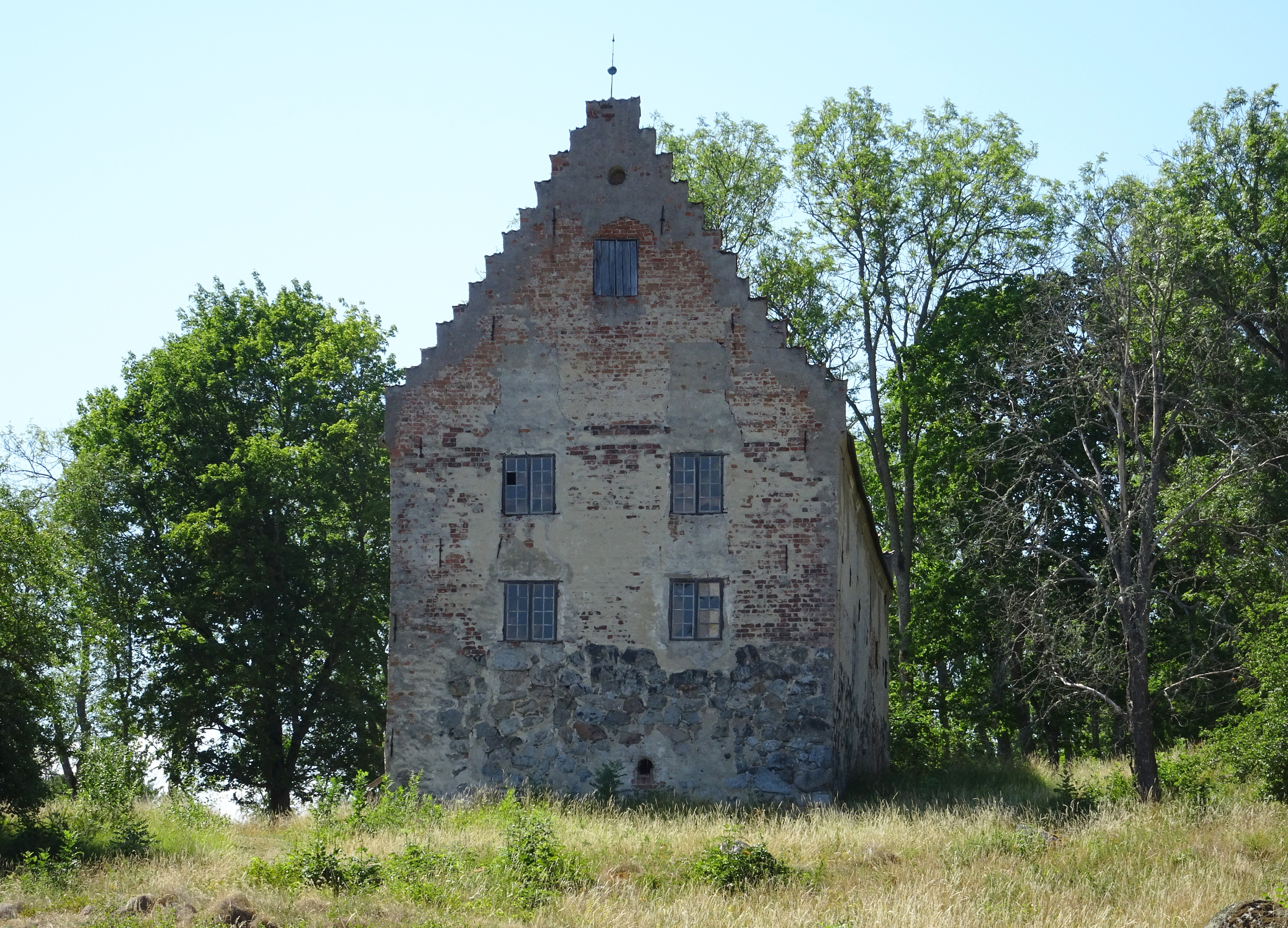
Gavel mot öst
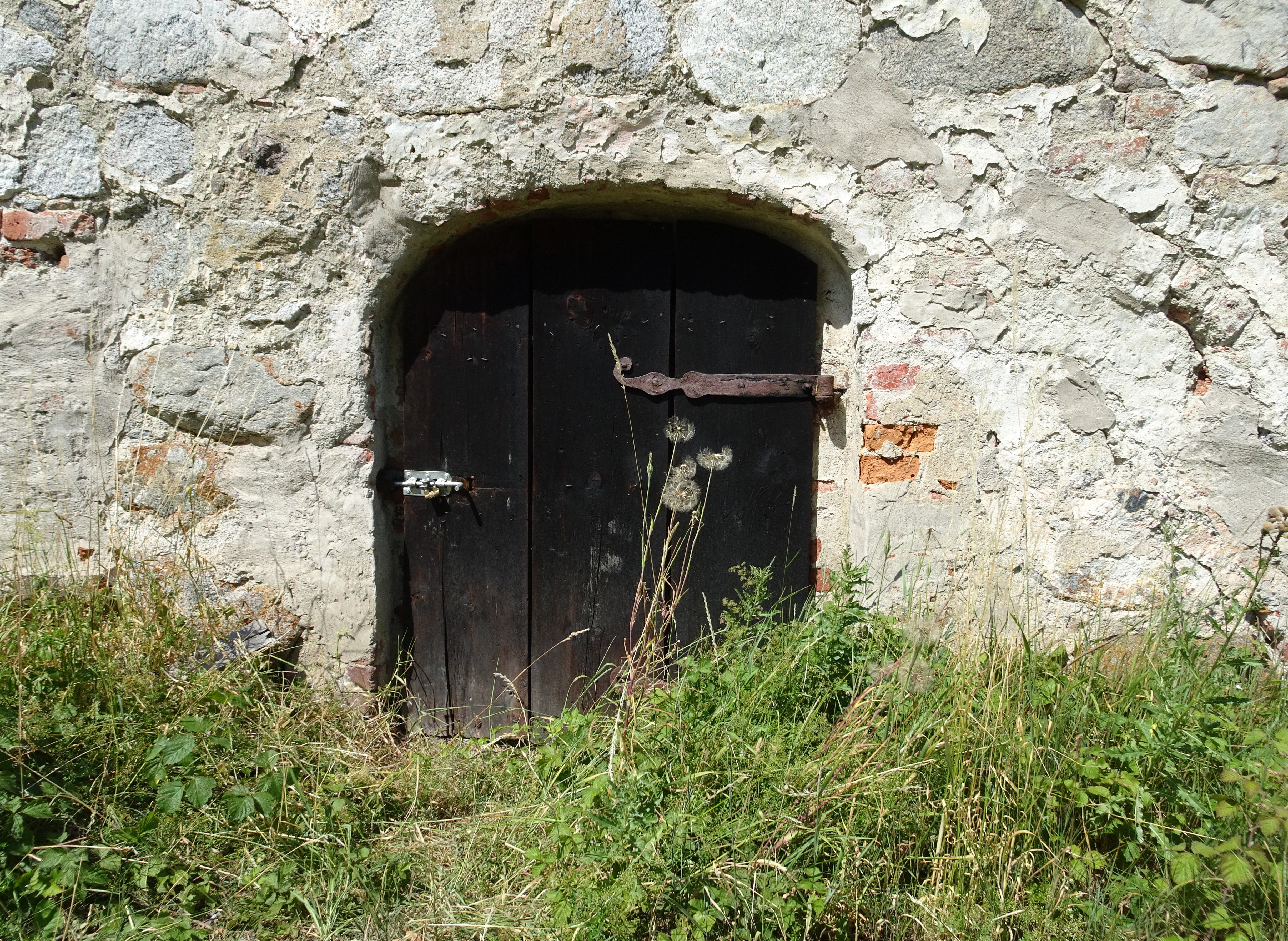
Källardörr
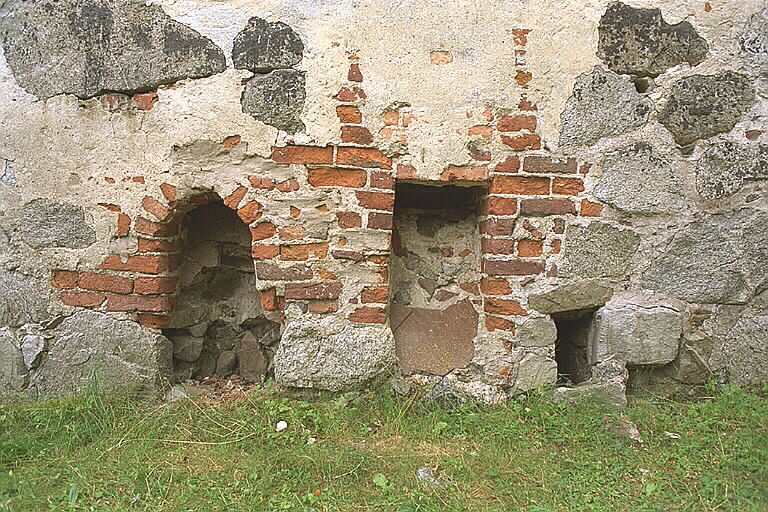
Latrinutlopp
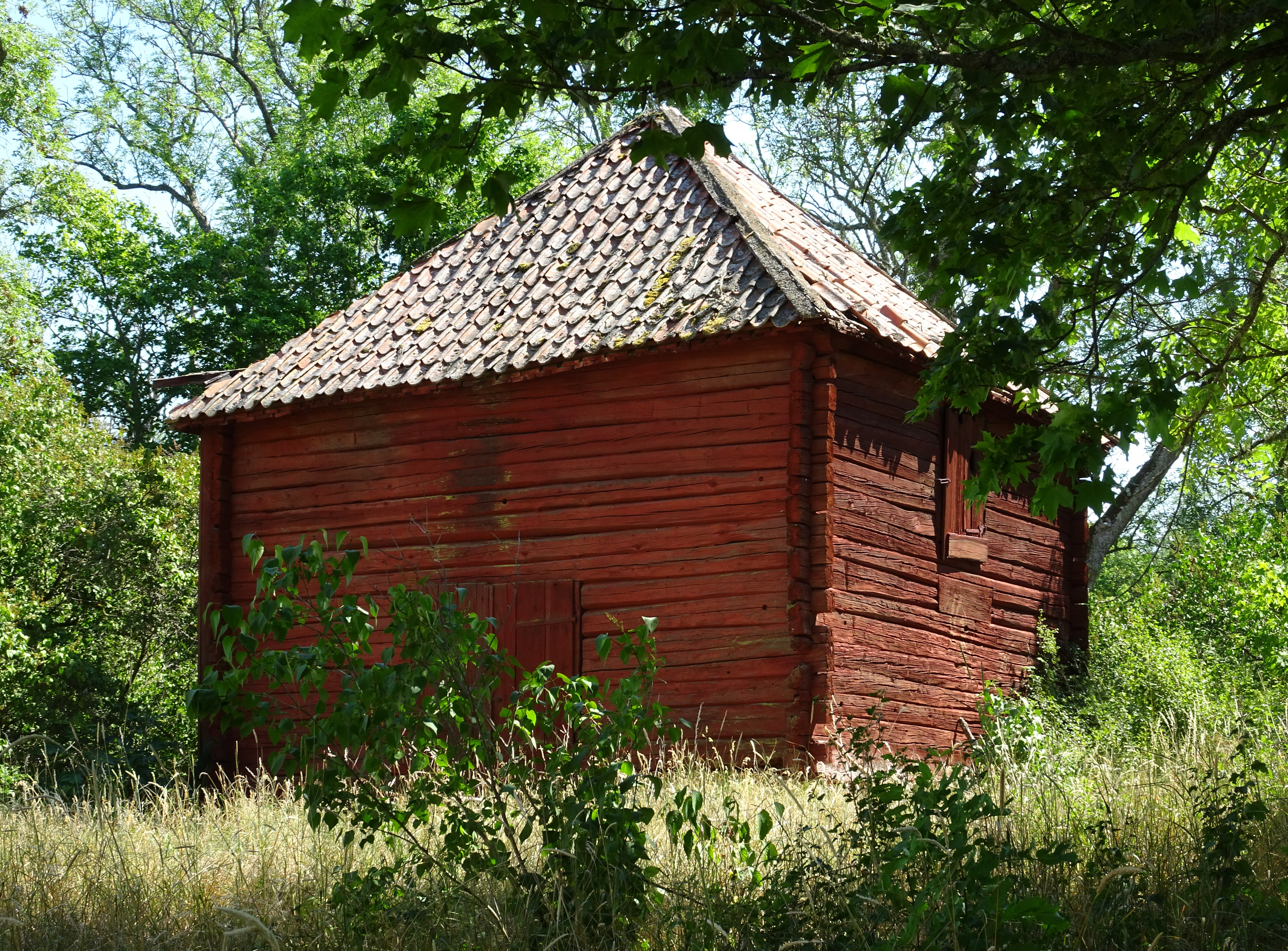
Förrådsbyggnad

## Interiörbilder

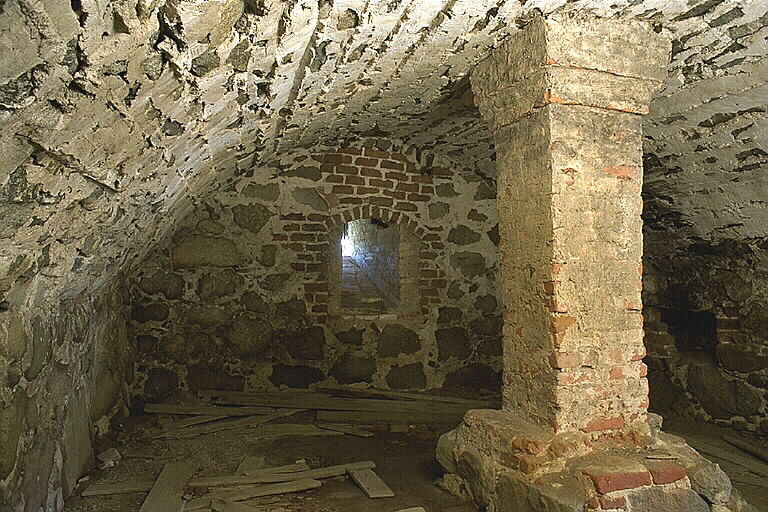
Källarvåningen, rum 2
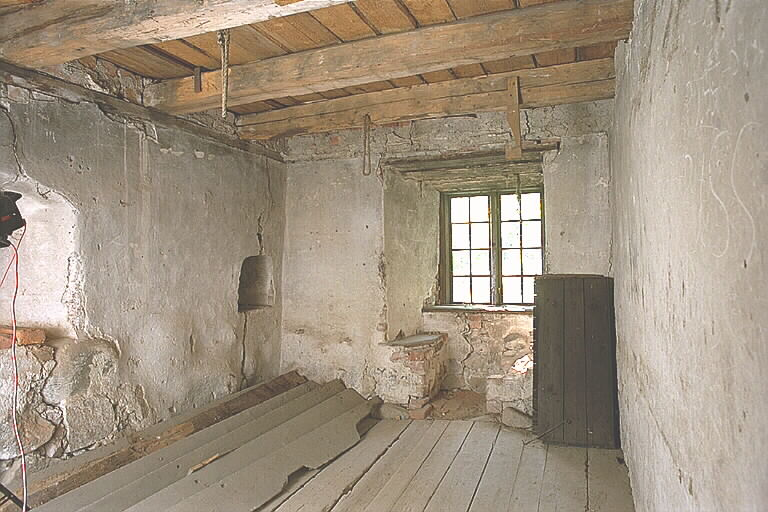
Första våningen, rum 18
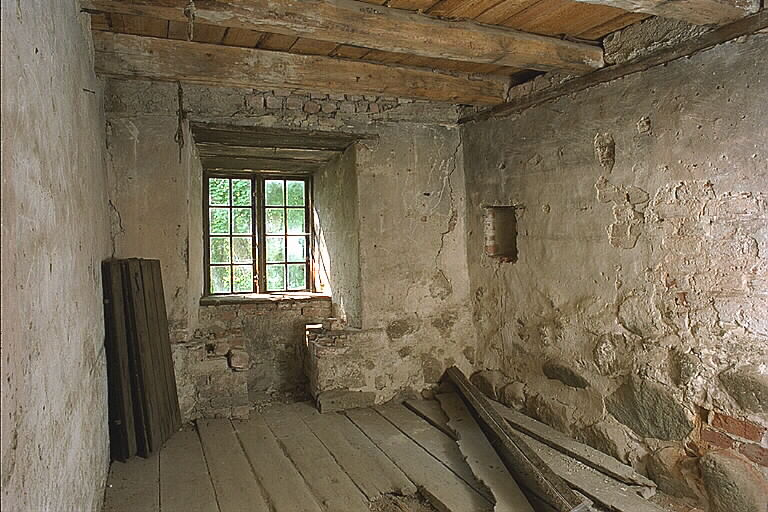
Första våningen, rum 19
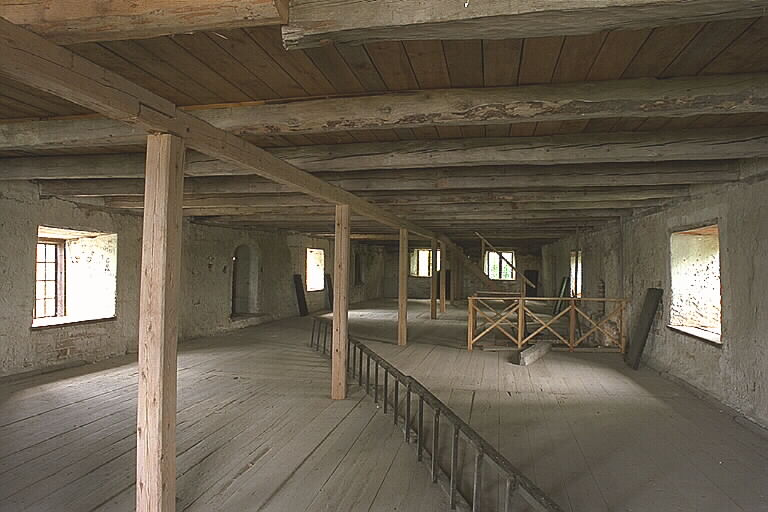
Övervåningen, rum 21
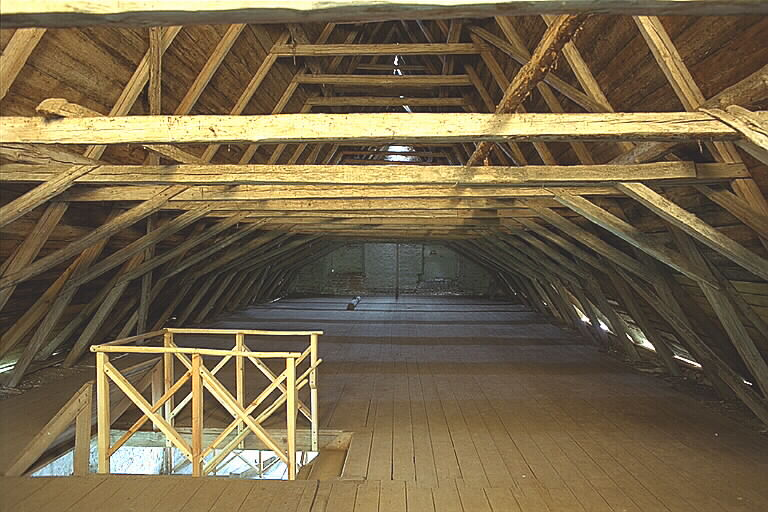
Vinden